# York (Arizona)
York es un lugar designado por el censo ubicado en el condado de Greenlee en el estado estadounidense de Arizona. En el Censo de 2010 tenía una población de 557 habitantes y una densidad poblacional de 115,19 personas por km².

## Geografía
York se encuentra ubicado en las coordenadas 32°55′3″N 109°11′46″O / 32.91750, -109.19611. Según la Oficina del Censo de los Estados Unidos, York tiene una superficie total de 4.84 km², de la cual 4.84 km² corresponden a tierra firme y (0%) 0 km² es agua.

## Demografía
Según el censo de 2010, había 557 personas residiendo en York. La densidad de población era de 115,19 hab./km². De los 557 habitantes, York estaba compuesto por el 90.31% blancos, el 0.18% eran afroamericanos, el 1.62% eran amerindios, el 0.9% eran asiáticos, el 0% eran isleños del Pacífico, el 5.03% eran de otras razas y el 1.97% pertenecían a dos o más razas. Del total de la población el 33.39% eran hispanos o latinos de cualquier raza.